# ア・クラウス
ア・クラウス（A.Krauss ）は、ドイツのシュトゥットガルトにあったカメラメーカーである。
創業者のグスタフ・アドルフ・クラウス（Gustav Adolf Krauss ）は、フランスのカメラメーカーエ・クラウスの創業者オイゲン・クラウス（Eugen Krauss ）の兄弟であった。
代表作となったペッギーは距離計連動するII型となって愛用者も増え、一時は「ライカ、コンタックス、ペッギー」と並び称された。

## カメラ製品一覧

### 35mmフィルム使用カメラ
ライカに似たボディーにコンパーシャッターとテッサーを装着したカメラ。レンズとシャッターは前板に装着されX型のタスキで飛び出すためピント合わせをしてもシャッターは回転せず、ライカI(B)型よりはるかに使いやすい。フィルムは特殊マガジンに装填して使用する。
- ペッギーI（Peggy I 、1932年発売） - 距離計なし。
- ペッギーII（Peggy II ） - 距離計連動。